# Дольмен

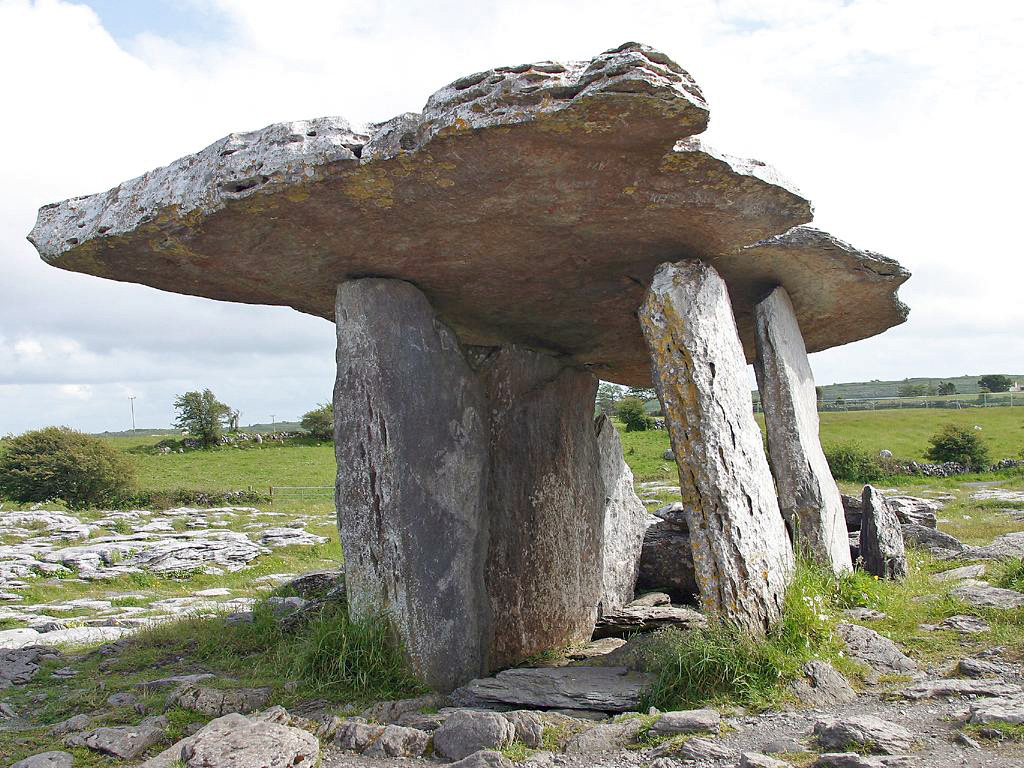
Дольмен Пулнаброне, що в Ірландії

Дольмен — це доісторична споруда у вигляді двох або більше величезних брил, поставлених вертикально й перекритих зверху кам'яною плитою. Найчастіше ці споруди використовували як місце поховання. Дольмени можна побачити в Західній, Північній та Південній Європі, а також на Кубані. Деякі з каменів важать декілька тонн.

## Особливості конструкції

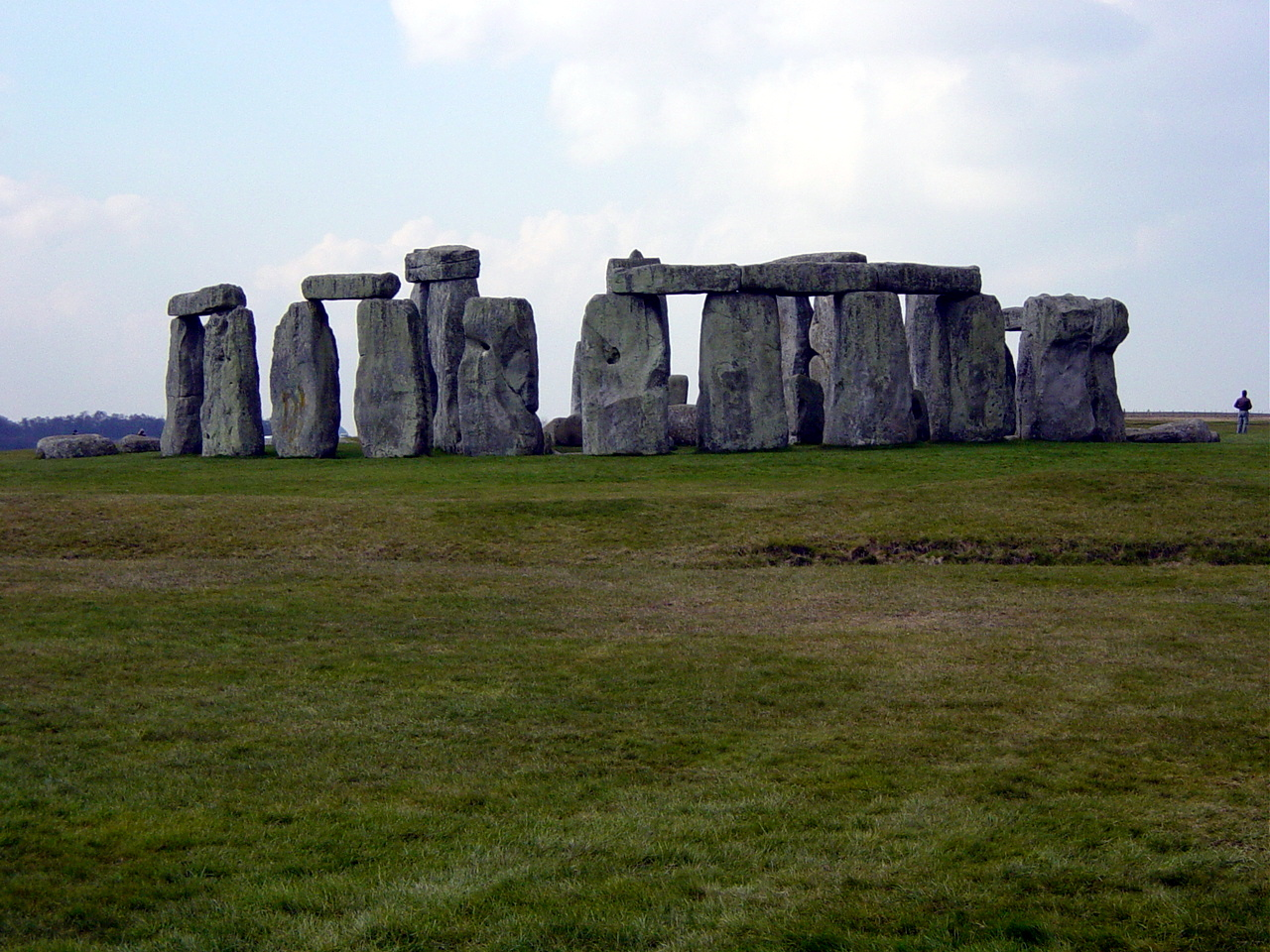
Дольмен Стоунгендж

Дольмени визначаються як мегалітні споруди ("мегаліт" у перекладі з грецької означає "великий камінь"). У Франції дольмени називають "менгіри" від бретонського слова, що означає "довгий камінь", а на Менорці, острів Балеарської групи, їх називають "таулас" (столи). Вони складаються з важкої плити, покладеної горизонтально на вертикальну брилу, і це нагадує велетенську літеру Т.
Цікавий мегаліт розташований у Великій Британії, який називають «Стоунгендж» — це концентричне коло (кромлех) з величезних каменів, деякі з них вагою 50 тонн. Близько 80 брил сіро-блакитного кольору було перевезено з гір Преселі в Уельсі, — а це понад 380 кілометрів від Стоунгенджа. Вчені вважають, що ця споруда була храмом, який, можливо, символізував вічний орбітальний рух Сонця, Місяця та зірок на небі, і не більше.

## Будівництво дольменів

### Припущення
У 1660 році "Преподобний" Пікард з невеличкого міста Кюфордєн у Дренте (Голландія) дійшов висновку, що їх побудували велетні. Лише 1912 року кілька дольменів були ретельно досліджені фахівцями. У дольменах знайшли череп'яний посуд (уламки), знаряддя праці (крем'яні сокири, наконечники для стріл) та прикраси, як наприклад бурштинові намистини, але людських скелетів знайшли лише кілька, бо вони погано зберігалися у піщаному ґрунті. З часом відкопали по черепках 600 посудин. Якщо припустити, що кожному померлому призначалося дві-три посудини, то це означатиме, що в деяких дольменах було поховано досить багато людей.
Науковці вважають, що дольмени побудовані з ератичних скандинавських валунів, котрі були занесені льодовиками під час первісного льодовикового періоду. Припускають, що дольмени будували землероби і скотарі, які належали до так званої культури лійчастого посуду, названої так через типовий посуд із лійчастими вінцями, який було знайдено у похованнях на території Нідерландів.
Важкі камені, можливо, клалися на дерев'яні котки й витягали на гору за допомогою шкіряних ременів. Для пересування вгору верхніх плит імовірно будувалася похила платформа з піску або глини. Однак ніхто не знає достеменно, як це робилося. Чому померлих не ховали у звичайний спосіб? Які поняття про життя після смерті існували серед будівельників? Чому в могили вкладалися речові пам'ятки? Дослідники роблять лише припущення.

## Галерея
- Південна Корея

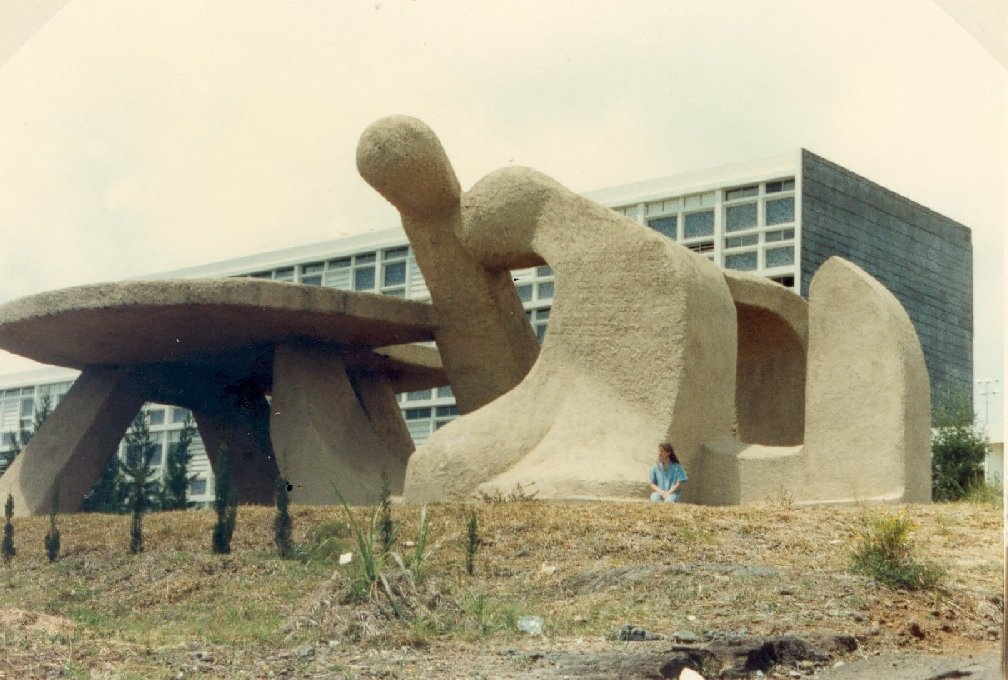
Франція
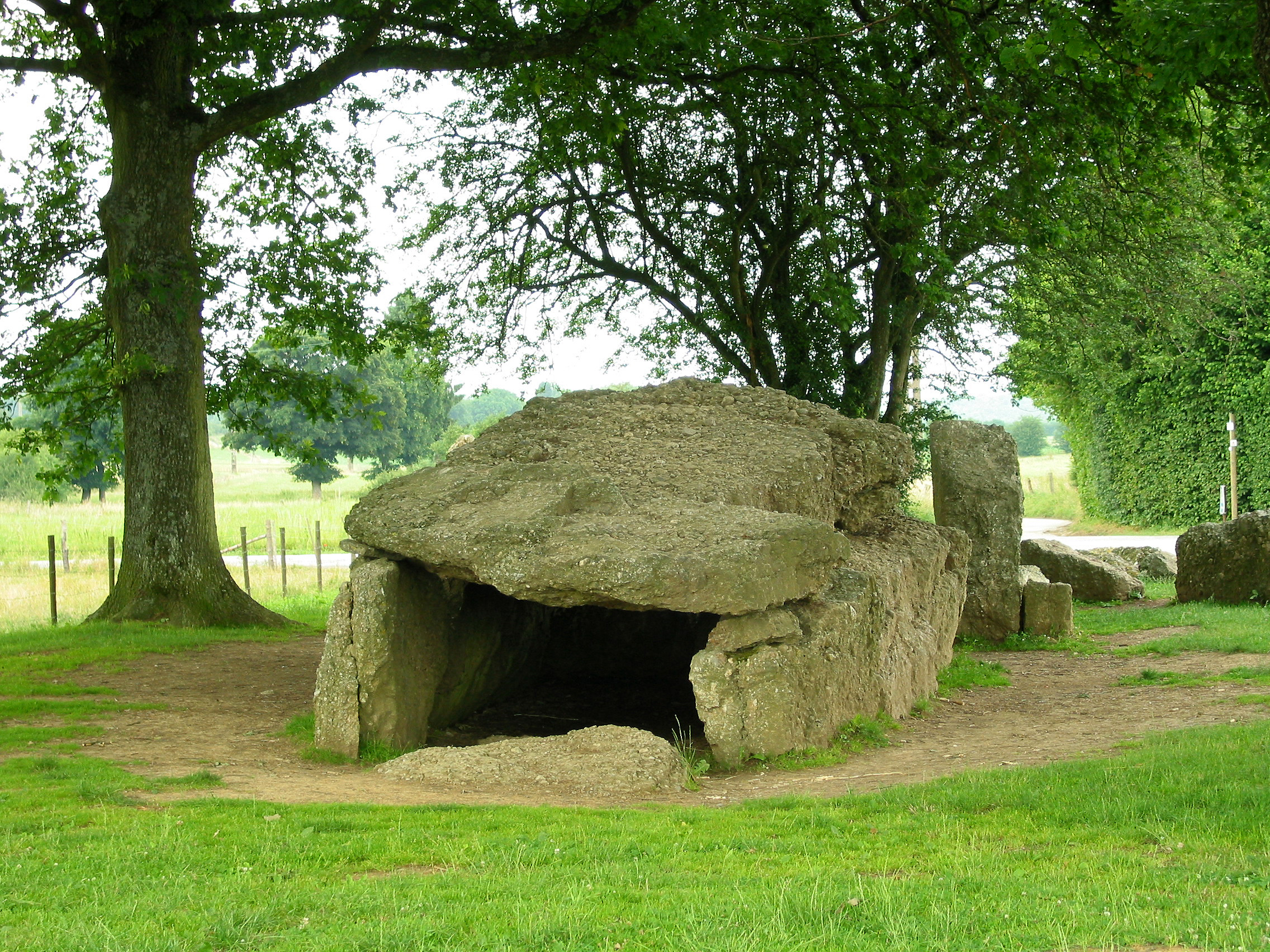
Бельгія
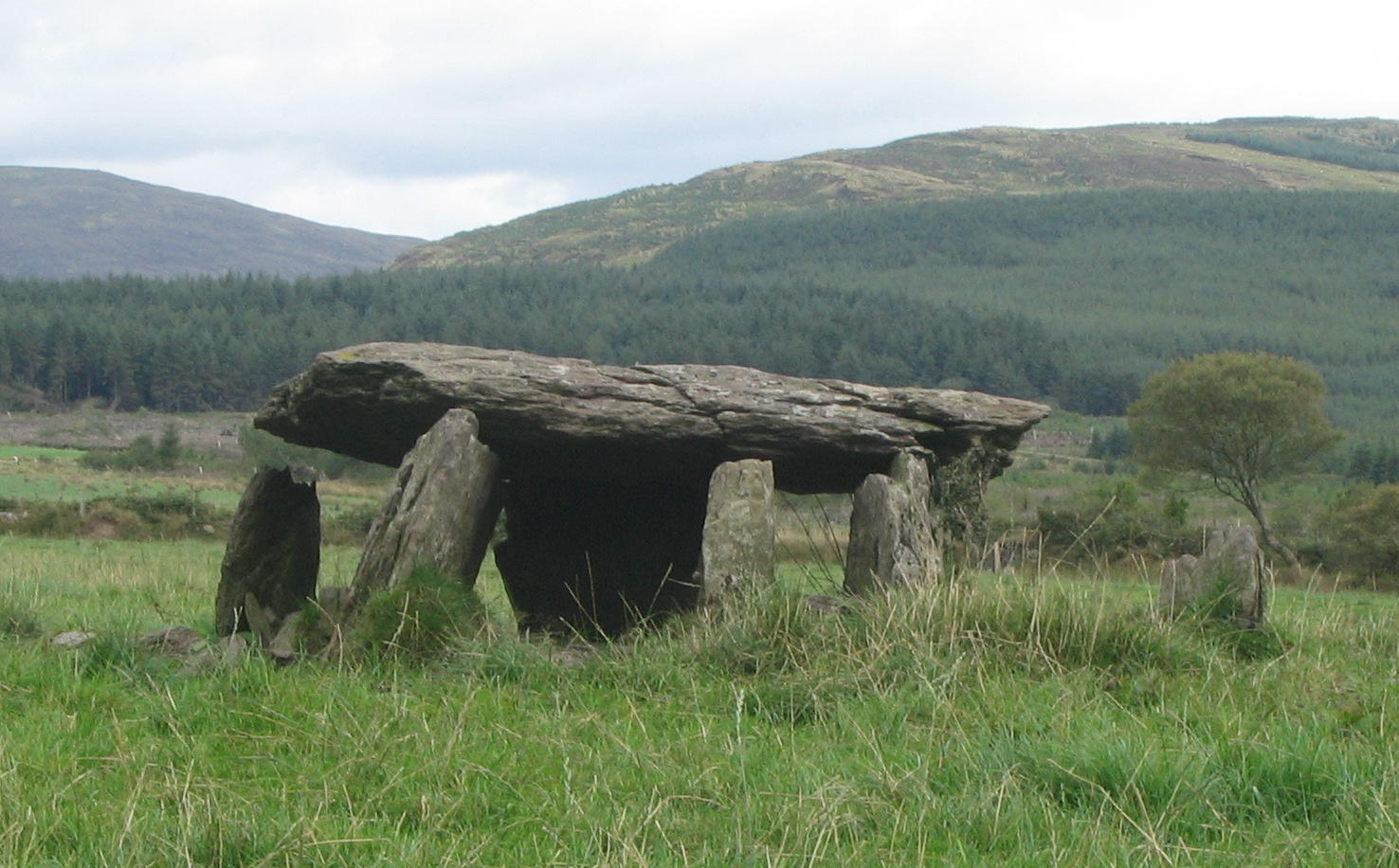
Ірландія
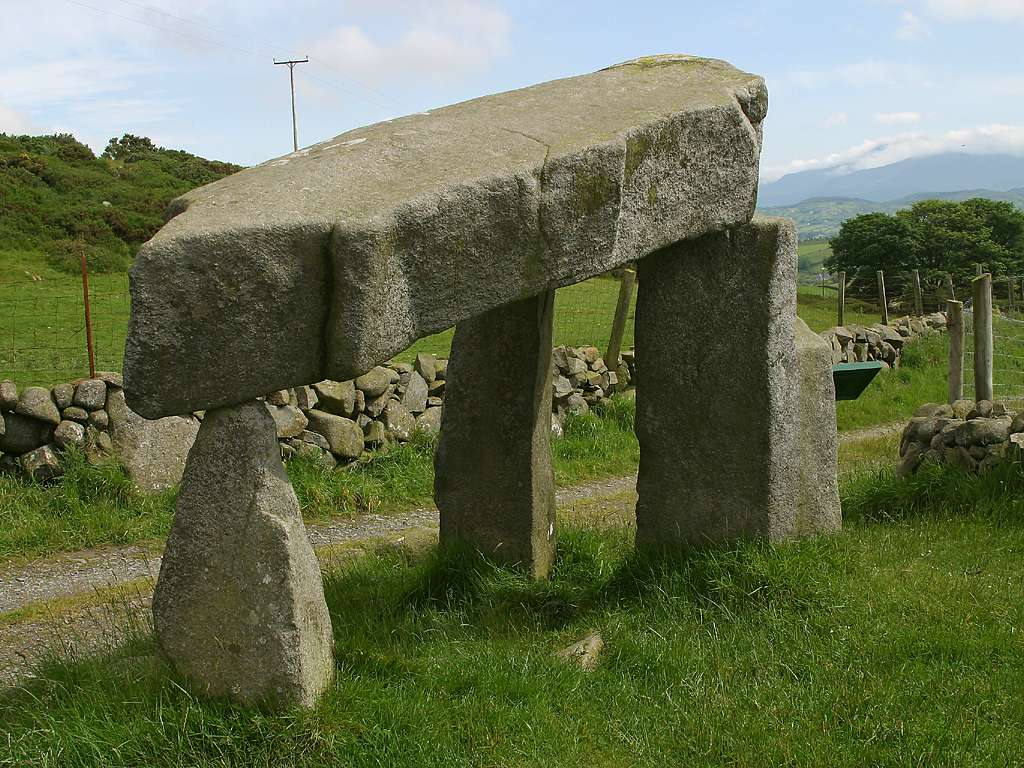
Ірландія
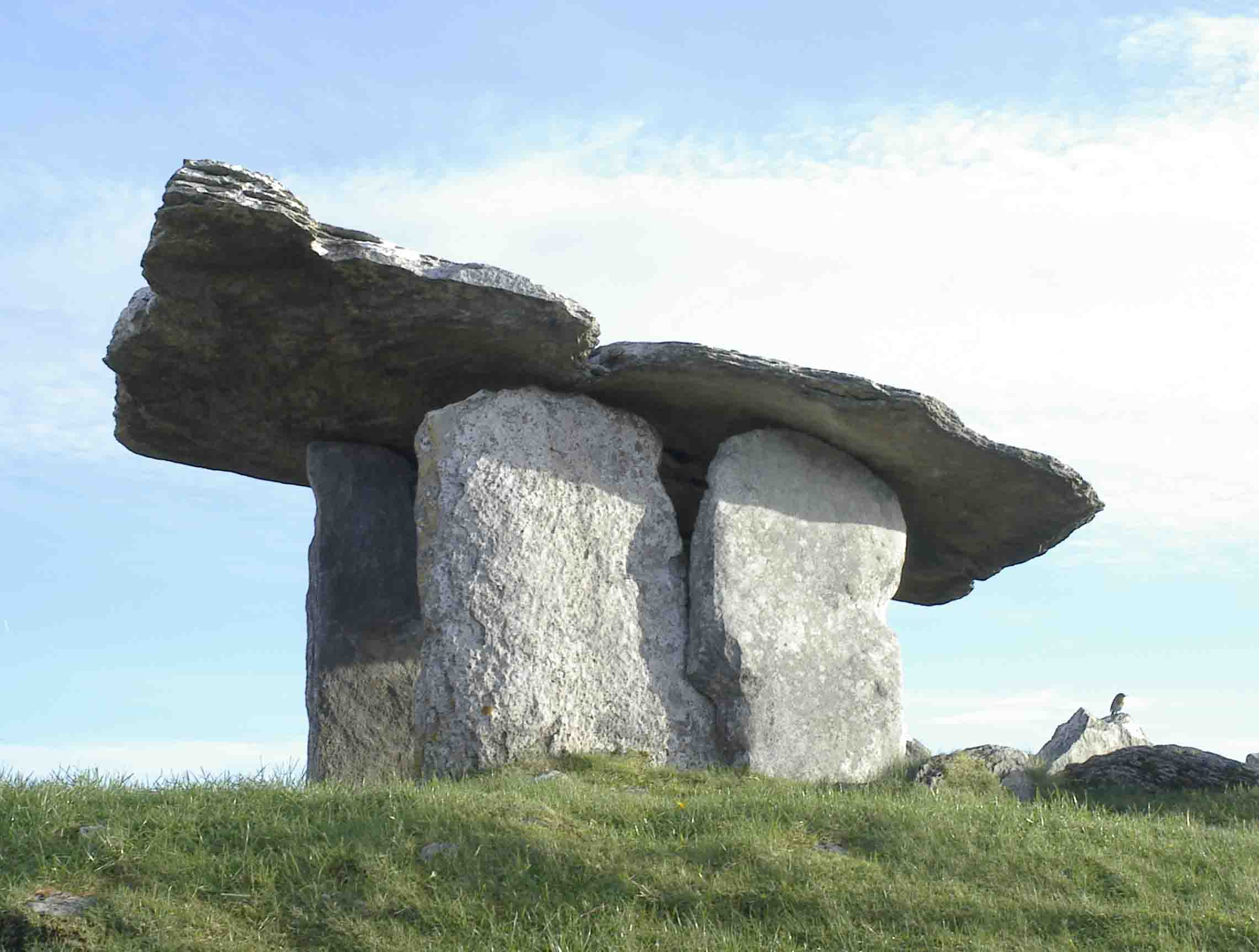
Дольмен Пулнаброн, Ірландія
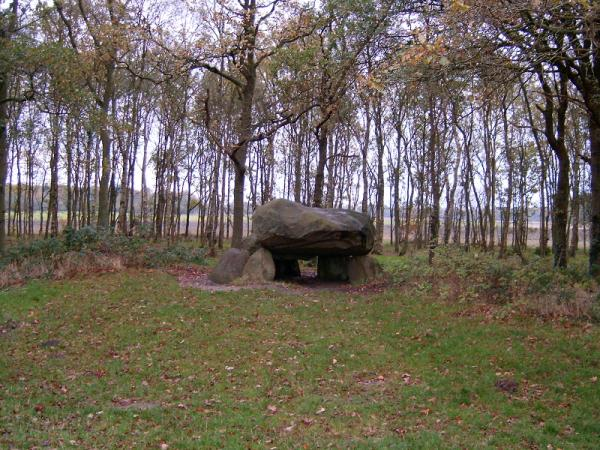
Нідерланди
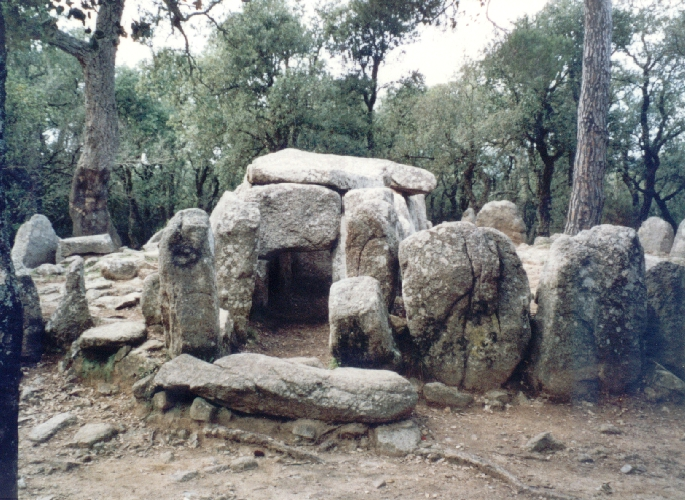
Іспанія
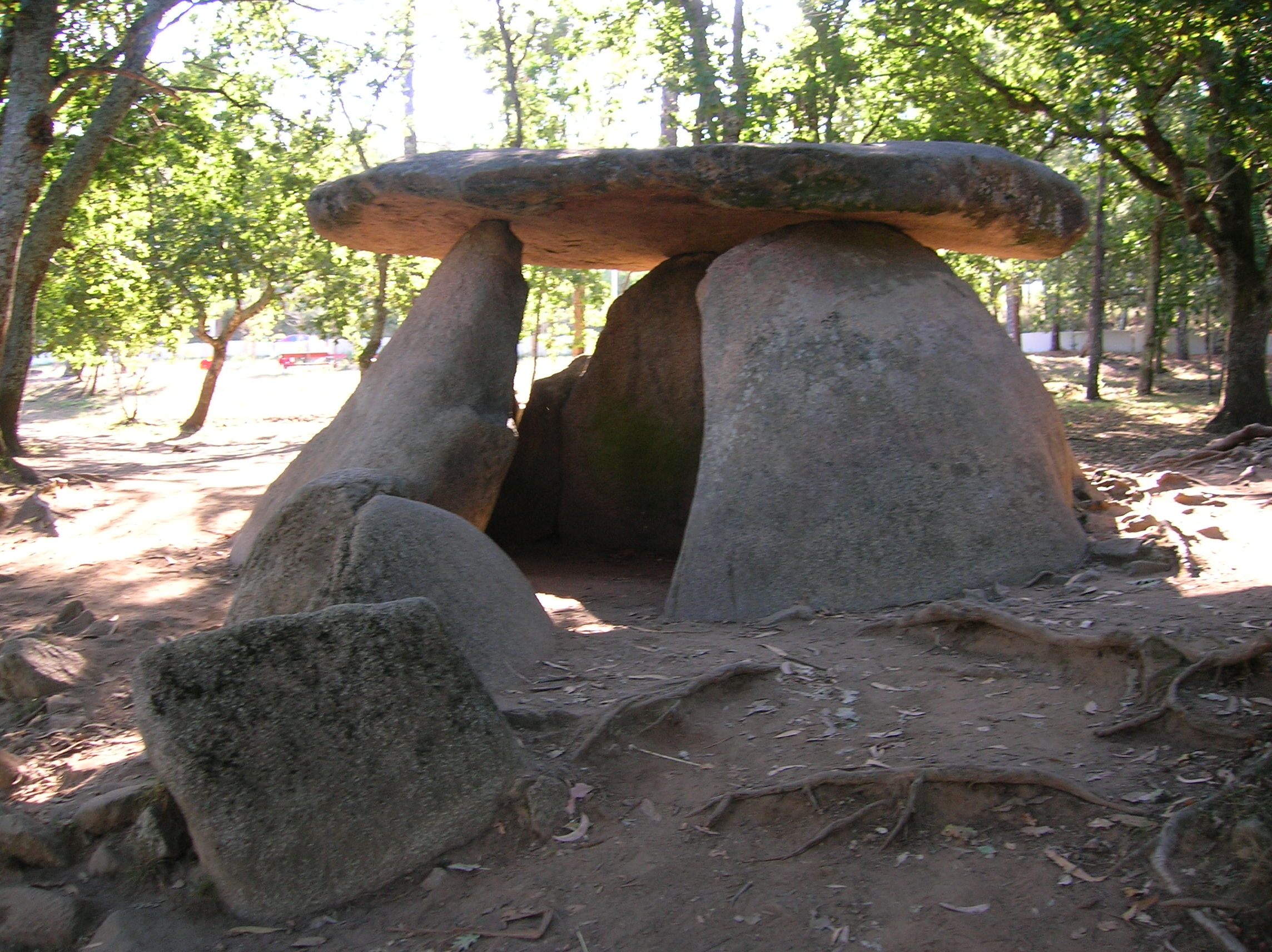
Іспанія
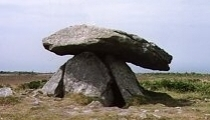
Велика Британія
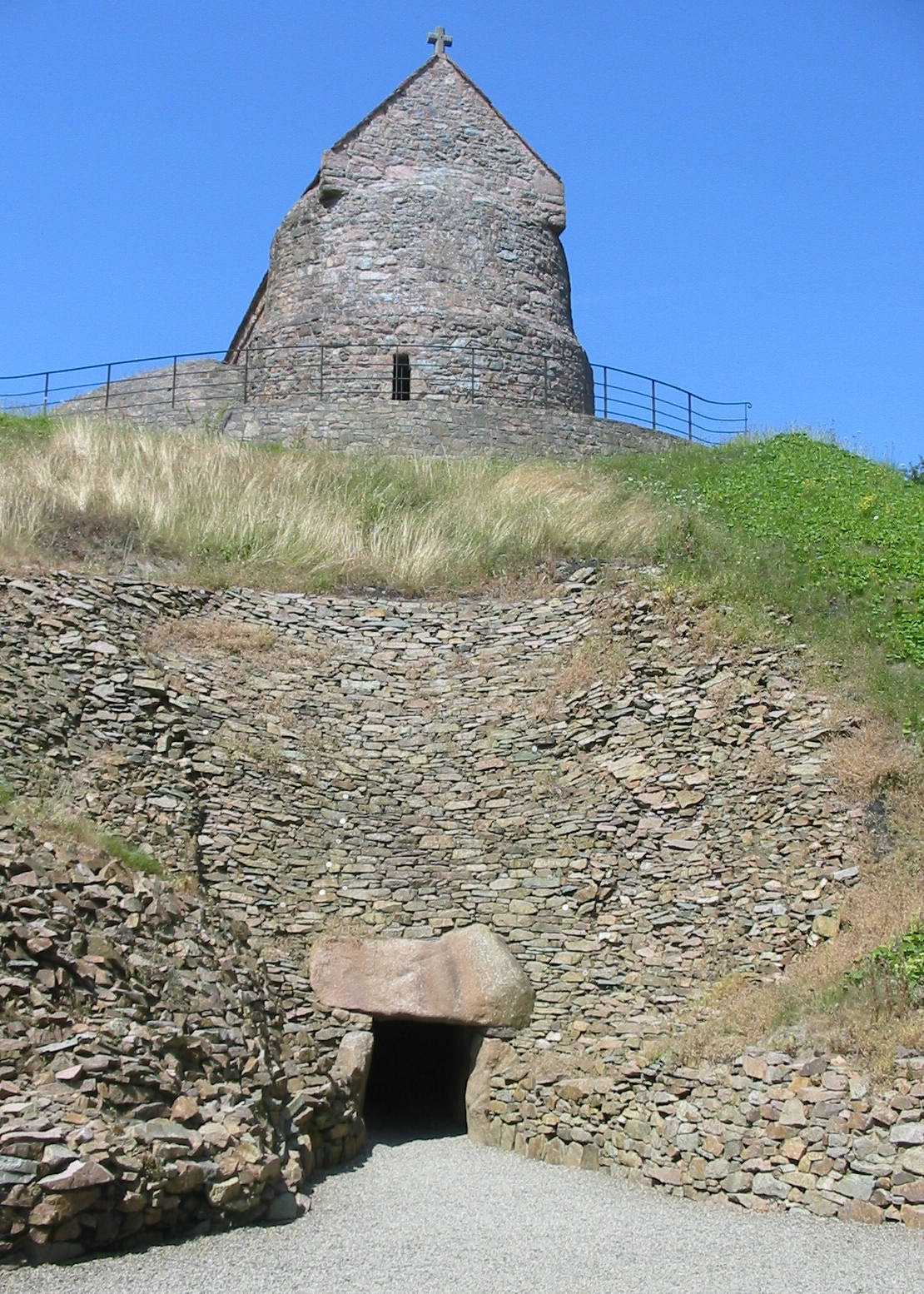
Велика Британія
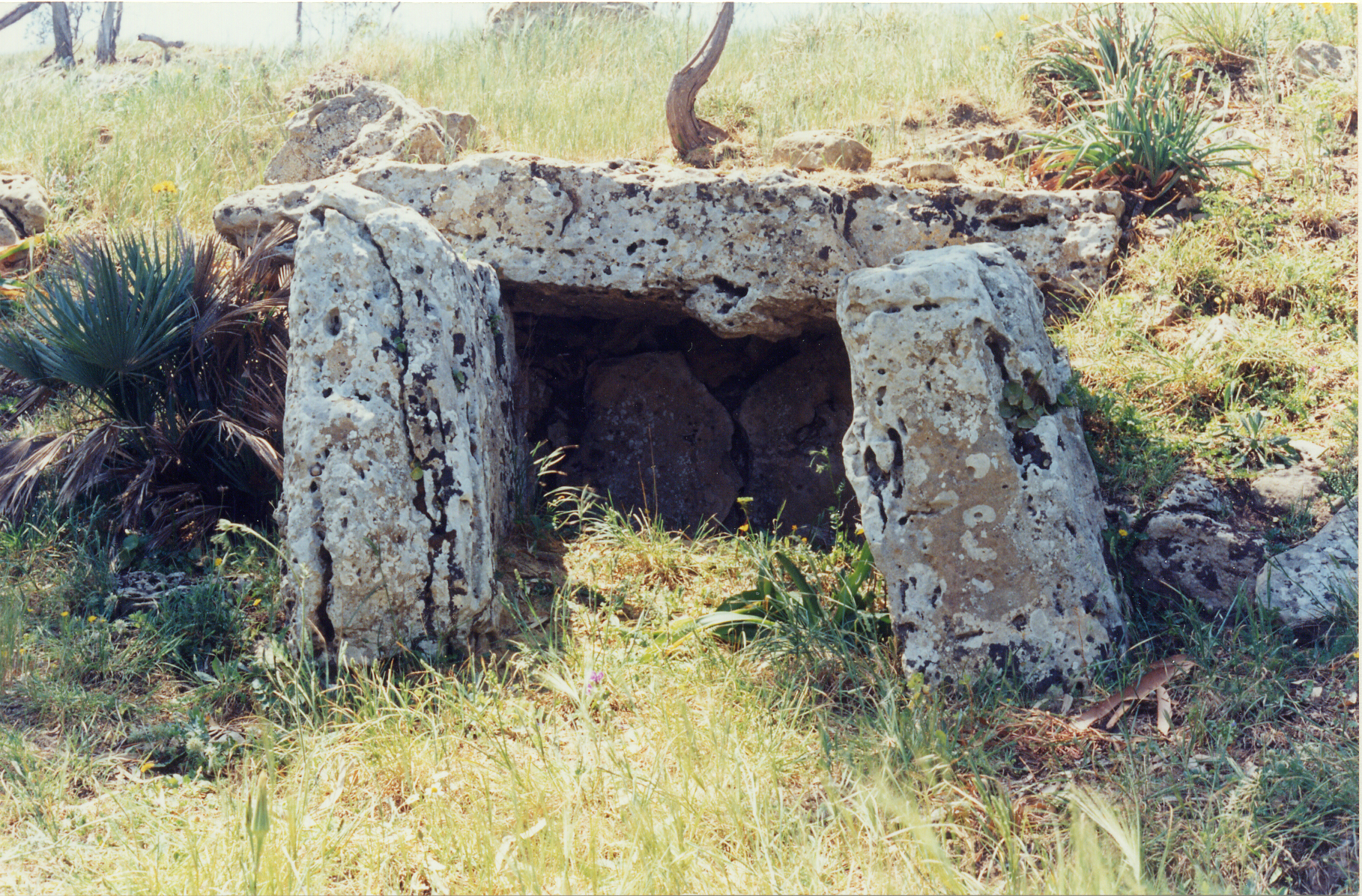
Дольмен з Monte Bubbonia, Сицилії
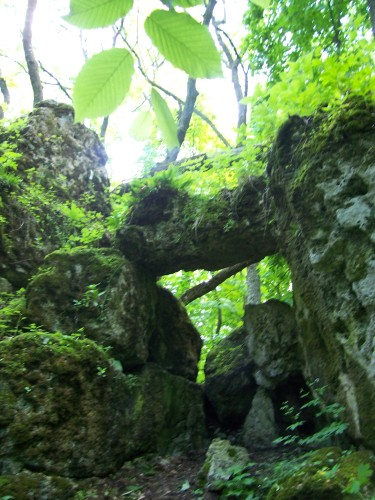
г.Богит, Україна
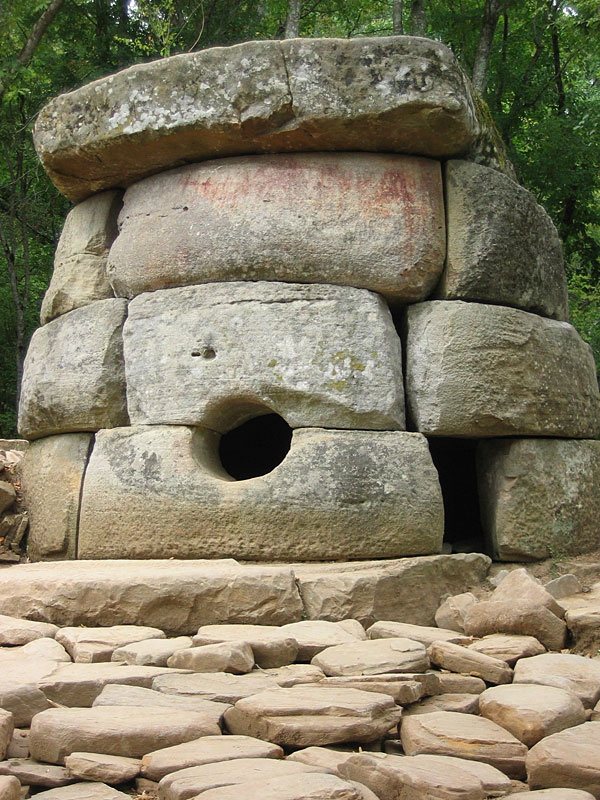
Росія, Кавказ
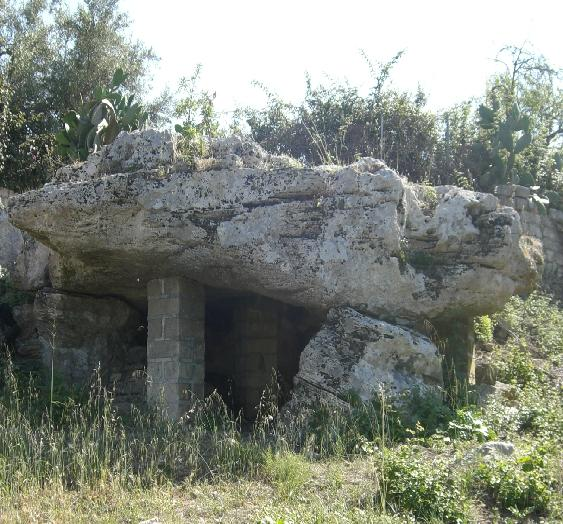
Дольмен з Avola,Сицилії